# Балия, Златко
Златко Балия (хорв. Zlatko Balija; 11 мая 1927, Сплит — 20 мая 1970, Загреб) — хорватский скрипач.
Начал выступать в 1945 г. в составе оперного оркестра Хорватского национального театра в Осиеке. Учился в Осиеке, затем в Вене у Франца Брукбауэра и наконец в Загребской музыкальной академии у Ивана Пинкавы. В 1947—1964 гг. играл в Симфоническом оркестре Загребского радио и телевидения и в Загребском филармоническом оркестре, с 1964 г. концертмейстер Хорватского национального театра в Загребе. Одновременно с 1957 г. играл в Загребском квартете (в разные периоды — первую и вторую скрипки). Удостоен ряда национальных музыкальных премий. Умер от гепатита C.